# Децимет
Децимет (італ. decimetto, від лат. decimus — десятий) — в академічній музиці ансамбль з 10 виконавців (з самостійною партією у кожного) або твір для такого складу виконавців.
Це досить рідкісний формат камерного ансамблю на переході до камерного оркестру. Найбільш поширений варіант складу: флейта, гобой, кларнет, фагот, валторна, скрипка, альт, віолончель, контрабас і фортепіано. Зустрічаються також децимети для струнних і децимети для духових інструментів (наприклад, подвоєний духовий квінтет: дві флейти, два гобоя, два кларнети, два фагота і дві валторни).